# Zoé Wadoux
Zoé Wadoux, née le 7 janvier 2001, est une joueuse française de basket-ball évoluant au poste de meneuse.

## Biographie
Originaire du Pas-de-Calais, Zoé Wadoux commence le basket à 4 ans au SOM Boulogne. Elle joue dans de nombreux clubs en jeune, avant de rejoindre le Pôle France en 2017. Elle participe à de nombreuses compétitions de jeune avec l'équipe de France aux côtés de joueuse telles que Iliana Rupert et Marine Fauthoux.
Elle signe son premier contrat professionnel en 2019 avec Villeneuve-d'Ascq. Elle reste deux saisons au club avant de signer au club espagnol de l'Universitario de Ferrol en 2021 pour poursuivre sa progression et gagner en temps de jeu. Mais sa première partie de saison est décevante, avec 2,8 points de moyenne en 14 minutes de jeu pour un pourcentage au tir en dessous des 23 %. La joueuse négocie alors une résiliation de contrat en décembre 2021 pour pouvoir retrouver du temps de jeu dans une autre équipe. Elle signe peu de temps après à Charnay Basket alors dernier de LFB. Ses statistiques sont en nette hausse avec 12,3 points de moyenne pour un temps de jeu de 27 minutes par match, mais elle n'arrive pas à empêcher la relégation de son équipe en LF2 qui finit dernière des play-downs.

## Palmarès

### Sélection nationale

#### Jeunes
- Médaille d'argent au Championnat d'Europe U16 2016[9]
- Médaille d'or au Championnat d'Europe U16 2017[10]
- Médaille d'argent à la Coupe du monde U17 2018[11]